# زيت المجاري

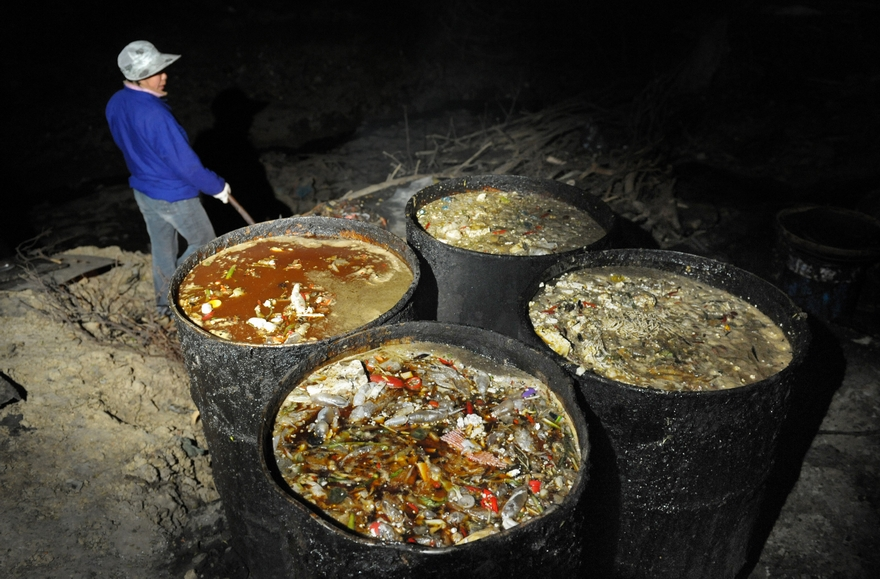
مخلفات الطعام المجمعة، والتي تستخدم أحيانًا لإنتاج زيت المجاري

زيتُ الصَّرفِ أو زيتُ الصَّرفِ الصِّناعي، أوزيتُ الصَّرفِ الصِّحي أو الزيتُ المُلَوَّثِ (بالصِّينِيَّة: 地沟油 / 地溝油؛ بِينِين: dìgōu yóu، أو 餿水油؛ النطق بالحروف العربية هو: سوشوي يو) هي مصطلحات صينية عامية تستخدم في الأساس في الصين وتايوان للإشارة إلى الزيت المعاد تدويره من المجاري.
يَمْكِنُ اسْتِخْدَامُ هَذَا الْمُصْطَلَحِ لِوَصْفِ الْمُمَارَسَةِ غَيْرِ الشَّرِعِيَّةِ لِلْمَطَاعِمِ فِي إِعَادَةِ اسْتِخْدَامِ زَيْتِ الطَّهِيِّ الَّذِي تَمَّ اسْتِخْدَامُهُ لِفَتْرَةِ أَطْوَلَ مِمَّا تُسَمِّحُ بِهِ أَنْظِمَةُ السَّلَامَةِ. كَمَا يَمْكِنُ اسْتِخْدَامُهُ لِوَصْفِ إِعَادَةِ مُعَالَجَةِ الدُّهُونِ الصَّفْرَاءِ الرَّدِئَةِ الَّتِي تَمَّ جَمْعُهَا مِنْ مَصَادِرَ مِثْلَ قَلاِيَاتِ الْمَطَاعِمِ، وَفَاقِدِي الطَّعْمِ فِي الْمَطَابِخِ وَنَفَايَاتِ الْمَذَابِحِ وَصَرْفِ الصَّرْفِ الصَّحِيِّ.
يُتَمُّ اسْتِنْكَارُ اسْتِخْدَامِ زَيْتِ الصَّرْفِ بِشِدَّةٍ وَغَالِبًا مَا يُؤْدِي إِلَى الْمُسَائِلَةِ الْقَانُونِيَّةِ. عَلَى سَبِيلِ الْمِثَالِ، يُمْكِنُ أَنْ يُؤْدِي بَيْعُ زَيْتِ الصَّرْفِ فِي الصِّينِ إِلَى عُقُوبَاتٍ قَاسِيَةٍ تَصِلُ إِلَى فَتَرَاتِ طَوِيلَةٍ فِي السِّجْنِ أَوْ حَتَّى الْإِعْدَامِ بِتَنْفِيذِ التَّأْجِيلِ. عَلَى سَبِيلِ الْمِثَالِ، فِي عَامِ 2014، حُكِمَ عَلَى رَجُلِ الْأَعْمَالِ زُهُو تْشُوانْفِنْغ بِالْإِعْدَامِ بِتَنْفِيذِ التَّأْجِيلِ لِبَيْعِ زَيْتِ الصَّرْفِ. فِي نَفْسِ الْعَامِ، تَمَ اكْتِشَافُ فَضِيحَةٍ كَبِيرَةٍ لِزَيْتِ الصَّرْفِ فِي تَايْوَانَ. فِي عَامِ 2015، حُكِمَ عَلَى يِي وِنْ هْسِيَانْغ، رِئِيسِ شَرِكَةِ طَعَامِ تَايْوَانِيَّةٍ، بِالسِّجْنِ لِمَدَّةِ 22 عَامًا وَبِغُرَامَةٍ تُعَادِلُ 1.6 مِلْيُونَ دُوْلَارٍ بِسَبَبِ بَيْعِ 243 طَنًا مِنْ زَيْتِ الصَّرْفِ.

## التاريخ
أَوَّلُ حَالَةٍ مُوَثَّقَةٍ لِزِيتِ الصَّرْفِ فِي تَايْوَانَ تَمَّ الإِبْلَاغُ عَنْهَا فِي عَامِ 1985. وَفِي تَحَقِّيقٍ لَاحِقٍ، تَمَّ اعْتِقَالُ 22 شَخْصًا بِتَهْمَةِ التَّورُّطِ فِي دَوَّارِ تَدْوِيرِ الزِّيتِ عَلَى مَدَى 10 سَنَوَاتٍ وَمَقَرُّهُ تَايْبِيه. وَحُكِمَ عَلَى الْمُذْنِبِ الْأَكْبَرِ بِالسِّجْنِ لِمُدَّةِ 7 سَنَوَاتٍ. 
أَوَّلُ حَالَةٍ مُوَثَّقَةٍ لِزِيتِ الصَّرْفِ فِي الصِّينِ الرِّئِيسِيَّةِ تَمَّ الإِبْلَاغُ عَنْهَا فِي عَامِ 2000، حِينَ اُكْتُشِفَ أَنَّ بَائِعًا جَائِلًا كَانَ يَبِيعُ زِيتًا مُتَحَصِّلًا عَلَيْهِ مِنْ مَصَارِفِ نُفَايَاتِ مَطَاعِمِ. في عَامِ 2011، تَمَّ اعتِقَالُ 32 شَخْصًا لإِنْتِاجِهِمْ لِهَذَا الزَّيْتِ، وَتَمَّ حَجْزُ 90 طَنًا مِنْهُ فِي 14 مُقَاطِعَةً. هَذَا الْمُبْلَغُ يُعَادِلُ تَقْرِيبًا وَاحِدَ عَشَرَ مِنَ الزَّيْتِ الَّذِي يُسْتَخْدَمُهُ عَادَةً الْمَطَاعِمُ.
 كَمَا قَالَ فنغ بينغ مِن مَرْكَزِ بَحْثِ اللَّحْوَمِ فِي الصِّينِ: "الزَّيْتُ غِيْرُ الشَّرِعِيِّ لَا يُظْهِرُ أَيَّ اخْتِلَافٍ فِي الْمَظْهَرِ وَالْمُؤَشِّرَاتِ بَعْدَ التَّكْرِيرِ وَالتَّنْقِيةِ، لِأَنَّ الْمُخَالِفِينَ لِلْقَانُونِ مَاهِرُونَ فِي التَّعَامُلِ مَعَ الْمُعَايِيرِ الْمُثْبَتَةِ."  أفادت التقارير أن بعض الباعة الجائلين والمطاعم في الصين استخدموا بشكل غير قانوني الزيوت المعاد تدويرها غير الصالحة للاستهلاك البشري لطهي الطعام، مما أدى إلى حملة قمع ضد هذه المؤسسات من قبل الحكومة الصينية .يُفْيَدُ بِأَنَّ بَعْضَ بَاعَةِ الشَّوَارِعِ وَالْمَطَاعِمِ فِي الصِّينِ قَدْ اسْتَخَدَمُوا بِشَكْلٍ غَيْرِ قَانُونِيٍّ زِيتًا مُعَادَ تَدْوِيرُهُ وَغَيْرَ صَالِحٍ لِاِسْتِهْلاكِ الإِنْسَانِ لِطَهْيِ الطَّعَامِ، مَمَّا أَدَّى إِلَى حَمْلَةٍ تَصْدِيرِيَّةٍ ضِدَّ مَثْلِ هَذِهِ الْمَؤَسَّسَاتِ مِنْ قِبَلِ الْحُكُومَةِ الصِّينِيَّةِ.    